# Шарада
 Тази статия е за играта.  За филма вижте Шарада (филм, 1963).  
Шарада е салонна игра или загадка, чиято цел е познаване на определена дума или съчетание от думи. В основния си вариант (познат още като няма шарада) целта на играта е да се познае дума, намислена от даден човек и (евентуално) казана на друг, който да я обясни като се използва пантомима. Най-често ползвани са заглавията на филми, книги, телевизионни поредици и т.н. Играта съществува има и литературен вариант, който е по-скоро под формата на загадка, и в който чрез проза или в стихотворна форма думата или съчетанието е обяснено смислово или думата е разчленена и са обяснени нейните съставни части.